# Euphorbia xylacantha
Euphorbia xylacantha är en törelväxtart som beskrevs av Ferdinand Albin Pax. Euphorbia xylacantha ingår i släktet törlar, och familjen törelväxter.
Artens utbredningsområde är Somalia. Inga underarter finns listade i Catalogue of Life.